# La febbre del venerdì sera
La febbre del venerdì sera è stato un programma televisivo italiano trasmesso in prima serata su Canale 5 il venerdì sera, dal 26 gennaio al 9 febbraio 1996 per tre puntate, con la conduzione di Fiorello e Maurizio Costanzo. Il programma prendeva nome dal film La febbre del sabato sera.
Nonostante il clamoroso successo ottenuto avrebbe dovuto essere confermato con una nuova edizione nel 1998, cancellata da Mediaset per motivi sconosciuti.

## La trasmissione
Ideata da Maurizio Costanzo, la trasmissione si proponeva come un one-man show con protagonista Fiorello, ancora reduce del successo del Karaoke, che in questo varietà si esprimeva con tutte le sue qualità di improvvisatore cantando, ballando, recitando e coinvolgendo il pubblico, basandosi su una semplice traccia lanciata a inizio trasmissione dallo stesso Costanzo.
Lo show inaugurò un sodalizio artistico tra Fiorello e Maurizio Costanzo, che collaborarono poi in un'edizione di Buona Domenica, che nonostante le apparenti differenze stabilirono immediatamente un buon feeling, che portò il giornalista a proporsi durante la trasmissione in un'inedita veste ironica; insieme all'attore comico propose infatti una parodia dei Blues Brothers, e interpretò il brano Cocaine di J.J. Cale. Costanzo aveva inoltre a disposizione anche uno spazio a circa metà di ogni puntata, durante il quale conduceva un talk show, e al termine per salutare il pubblico.
Il cast della trasmissione era completato dall'attore comico Lello Arena e dalla showgirl Randi Ingerman, che aiutavano Fiorello a coinvolgere il pubblico in diversi sketches, e dalla cantante Lara Martelli, mentre tra gli ospiti che si sono avvicendati nei tre appuntamenti troviamo Antonello Venditti, Massimo Ranieri, Fabio Testi, Gianni Morandi e Dario Argento.
La scenografia della trasmissione, realizzata da Mario Catalano al Teatro Orione di Roma, era ispirata al Radio City Music Hall di New York. L'orchestra era diretta da Vince Tempera.

### Accoglienza del pubblico
La trasmissione ottenne riscontri altalenanti da parte della critica, che apprezzò la sinergia tra i due conduttori così apparentemente diversi, ma trovò lo spettacolo poco divertente, imputando il problema al fatto che Fiorello desse il meglio di sé fuori dagli studi televisivi, come succedeva con il Karaoke. La trasmissione, comunque, ottenne un gran successo di pubblico, venendo seguito nella prima puntata da 8.329.000 telespettatori, pari al 30,51% di share. Anche la seconda puntata ottenne un buon risultato seppur in calo rispetto al primo appuntamento, con 6.886.000 spettatori, venendo tuttavia superato da Superquark di Piero Angela, in onda su Rai 1, che superò i 7 milioni. La terza e ultima puntata, invece, tornò a crescere in termini d'ascolto superando i 7.500.000 spettatori e sfiorando il 30% di share.

## Puntate
| Puntata | Messa in onda   | Ospiti                                                                                            | Telespettatori | Share  | Fonte  |
| ------- | --------------- | ------------------------------------------------------------------------------------------------- | -------------- | ------ | ------ |
| 1       | 26 gennaio 1996 | Tony Binarelli, Francesco Damiani, Eva Grimaldi, Fabio Testi, Tiberio Timperi, Antonello Venditti | 8.329.000      | 30,51% | [ 11 ] |
| 2       | 2 febbraio 1996 | Dario Argento, Asia Argento, Massimo Boldi, Massimo Ranieri, Daniele Piombi                       | 6.886.000      | 26,32% | [ 12 ] |
| 3       | 9 febbraio 1996 | Eva Grimaldi, Gianni Morandi, Rita Dalla Chiesa, Antonio Lubrano                                  | 7.520.000      | 29,47% | [ 13 ] |
| Media   | Media           | Media                                                                                             | 7.578.000      | 28,76% |        |